# 新パナマ運河条約
新パナマ運河条約（しんパナマうんがじょうやく）、トリホス・カーター条約（英: The Torrijos–Carter Treaties、西: Tratados Torrijos-Carter）は、1977年9月7日にアメリカ合衆国のワシントンD.C.においてパナマとアメリカ合衆国との間で締結された2つの条約。1903年に締結されたパナマ運河条約に取って代わるものである。
条約により、1903年以降のアメリカ合衆国の管理を終わらせ、パナマが1999年以降にパナマ運河の管理権を得ることになった。トリホス・カーター条約という名前は、署名したアメリカ合衆国のジミー・カーター大統領とパナマ国防軍司令官のオマル・トリホス将軍にちなんで付けられた。
第一の条約の正式名称はパナマ運河の永久中立と運営に関する条約（英: The Treaty Concerning the Permanent Neutrality and Operation of the Panama Canal、西: Tratado Concerniente a la Neutralidad Permanente y Funcionamiento del Canal de Panamá）であり、一般的に「中立条約」として知られている。この条約の下で、アメリカはすべての国の船に対する中立的な運営に干渉しかねない脅威から運河を守るための永久的な権利を保持した。
第二の条約の名称はパナマ運河条約（英: The Panama Canal Treaty、西: Tratado del Canal de Panamá）であり、1999年12月31日12時00分より、パナマは運河の完全な管理権を保証され、運営の防衛に対して永久的な責任を負うことになった。

## 歴史
パナマからコロンビアから独立した数週間後の1903年11月にパナマ運河条約が締結されてからも、条約の再交渉へのパナマの努力が続けられていた。しかし、条約の再交渉あるいは廃止への活動がスエズ危機（第二次中東戦争）後にかなり増加し、1964年の出来事によりアメリカ合衆国とパナマとの関係の完全破壊をもたらした。その年の1月9日、アメリカとパナマの緊張を緩和するための1963年の協定により、パナマの学生がアメリカ国旗の隣にパナマ国旗を掲揚するために運河地帯に侵入した。パナマ国旗を掲揚した学生がアメリカの学校職員、学生、その親から嘲りや嫌がらせを受けた後で、その出来事を見ていたパナマ人が暴動を起こした。暴動中にパナマ国旗が破られた。暴動が広がる中で、パナマ人20人以上が亡くなり、およそ500人が負傷した。死傷者のほとんどが、運河地帯の職員の住居を含む運河地帯の資産を守るために呼ばれたアメリカ軍の銃撃によるものだった。1月9日は、殉教者の日として知られるパナマの祝日である。
翌10日にパナマはアメリカと断交し、19日にはパナマのRoberto Francisco Chiari Remón大統領が「アメリカが新条約の交渉開始に賛成するまで、パナマはアメリカとの外交関係を再構築するつもりはない」と宣言した。その方向への第一歩として、すぐに、1964年4月3日、両国は外交関係の即時回復に同意し、アメリカ合衆国は両国間の紛争の原因を消滅させるための手続きに同意した。数週間後に、リンドン・ジョンソン大統領の特別代表ロバート・バーナード・アンダーソンが将来の会談の下準備のためにパナマに向かった。数年間に及んだ交渉により、1967年に条約が締結されたが、パナマで批准されることはなかった。
条約の失敗後に、パナマは1968年の軍事クーデターによる政権交代を経験した。新政府はトリホスの下で団結し、彼は1967年の条約を決定的に拒否することに決めた。ニクソン政権との交渉に進展が見られないことを受けて、トリホス政府は1973年3月に国連安全保障理事会の会合をパナマシティで開くことに成功し、その議題に対してかなりの国際的なサポートを集めた。外交的な大失敗に対して、ヘンリー・キッシンジャーが注目し、1974年のタック・キッシンジャー協定への勢いを生み出すのに役立ち、交渉前進のための重要な枠組みが提供された。1972年後半に始まったこの仕事により、新たなスタイルの外交政策、ラテンアメリカとの関係を深める時代の分水嶺としてカーターが大胆に望んだ目に見える問題をパナマにもたらした。
カーター政権は移行期間から運河を最優先にした。この問題はソル・リノヴィッツ大使が議長を務めるブルーリボン委員会により強調されていた。リノヴィッツ自身やアメリカ国家安全保障会議のロバート・パスターを含む、委員会に関係する数人の人物がカーター政権のラテンアメリカ政策において重要な役割を演じることになった。交渉は1977年2月15日に再開され、その年の8月10日に完了した。アメリカ側の交渉人はエルズワース・バンカーとソル・リノヴィッツで、パナマ側の交渉人はロムロ・エスコバル・ベタンコートが代表を務めた。デニス・デコンチーニ上院議員は、運河の管理権をパナマに譲渡することに対して上院の合意を得ることを可能にするパナマ運河条約の重要な修正を支持した。条約が最終合意に達する数日前に、カーター大統領は議会の全議員に電信を送り、交渉の状況を知らせ、慎重に研究する機会を得るまで条約について判断することを差し控えるように求めた。ストロム・サーモンド上院議員は大統領の求めに応じ、その日の後になって演説で "The canal is ours, we bought and we paid for it and we should keep it."と述べた。

## 批准
その後、パナマにおいて、2つの条約は、1977年10月23日の国民投票で3分の2の賛成を得て批准された。条約に対する一般的な議論が許され、アメリカにおける条約の反対派による主張を受けて、パナマは民主的に批准することが出来ず、投票前の数週間、報道や政党に対する制限が解除された。投票日には、パナマの有権者の96%が投票し、それまでで最高の投票率だった。中立条約は投票者（特に左翼）の主要な関心事であり、条約がさらに大きな支持を得られなかった一つの理由だった。
アメリカ合衆国上院は、1978年3月16日に第一の条約に対して、4月18日に第二の条約に対して、それぞれ3分の2の賛成を得て批准についての助言と同意を与えた。両方の投票において、民主党議員52人と共和党議員16人が賛成し、民主党議員10人と共和党議員22人が反対した。